# Herb Mińska Mazowieckiego
Herb Mińska Mazowieckiego – jeden z symboli miasta Mińsk Mazowiecki  w postaci herbu.

## Wygląd i symbolika
Herb przedstawia ośmioramienną gwiazdę i półksiężyc na tarczy francuskiej nowoczesnej. Jest to herb Leliwa.

## Historia
Herbem pierwszego właściciela miasta był Prus III, zaś herbem rodu Dernałowiczów (ostatnich właścicieli) Lubicz. Herbem Leliwa posługiwał się Jan Hlebowicz – inny z historycznych właścicieli miasta.
Herb Leliwa został przyjęty przed radę miejską 3 września 1936 roku, zaś zatwierdzony przez Ministerstwo Spraw Wewnętrznych 2 marca 1938 roku. Oryginalny opis brzmiał: "W polu błękitnym półksiężyc, rogami do góry obrócony, w środku jego gwiazda ośmiopromienna; półksiężyc i gwiazda - złote".